# Kaptentjärnen
Kaptentjärnen är en sjö i Hagfors kommun i Värmland och ingår i Göta älvs huvudavrinningsområde. Sjöns area är 0,011 kvadratkilometer och den är belägen 212 meter över havet.